# Rapanea
Rapanea es un género de plantas de la familia Primulaceae, subfamilia Myrsinoideae. Comprende 307 especies descritas y de estas, solo 79 aceptadas. Se distribuye por zonas tropicales y subtropicales de ambos hemisferios.

## Descripción
Son arbustos o árboles, glabros o pubescentes. Hojas pecioladas, a veces lepidotas o pubescentes, toda o casi. Flores pequeñas, unisexuales o bisexuales, 4 - o 5-meros, axilares, a menudo a cargo de brotes cortos bracteados, fasciculados, aparecen conglomerado por la reducción de la inflorescencia; sépalos pequeños, generalmente connados basalmente, imbricados o valvados, ovados o triangulares, a menudo ciliolados , generalmente puntiformes o puncticulados; pétalos connados a continuación. Fruto una cabeza seca o carnosa, el  endocarpio leñoso con semillas globosas, suaves,  el endospermo córneo,  el embrión alargado, transversal, generalmente curvada.

## Taxonomía
El género fue descrito por Antoine-Laurent de Jussieu y publicado en Histoire des Plantes de la Guiane Françoise 1: 121, pl. 46. 1775. La especie tipo es: Rapanea guianensis Aubl. 

## Especies

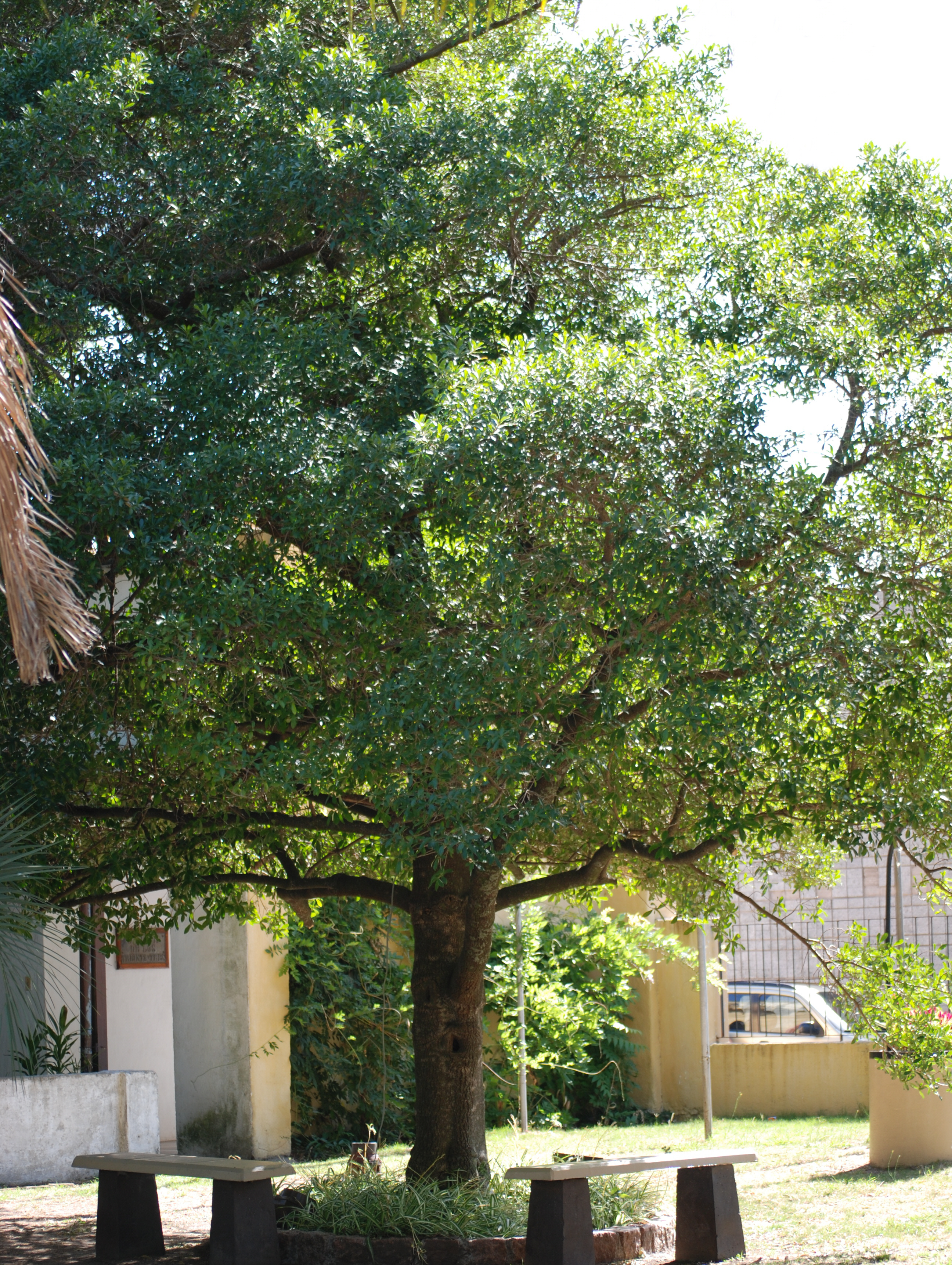
Rapanea laetevirens.

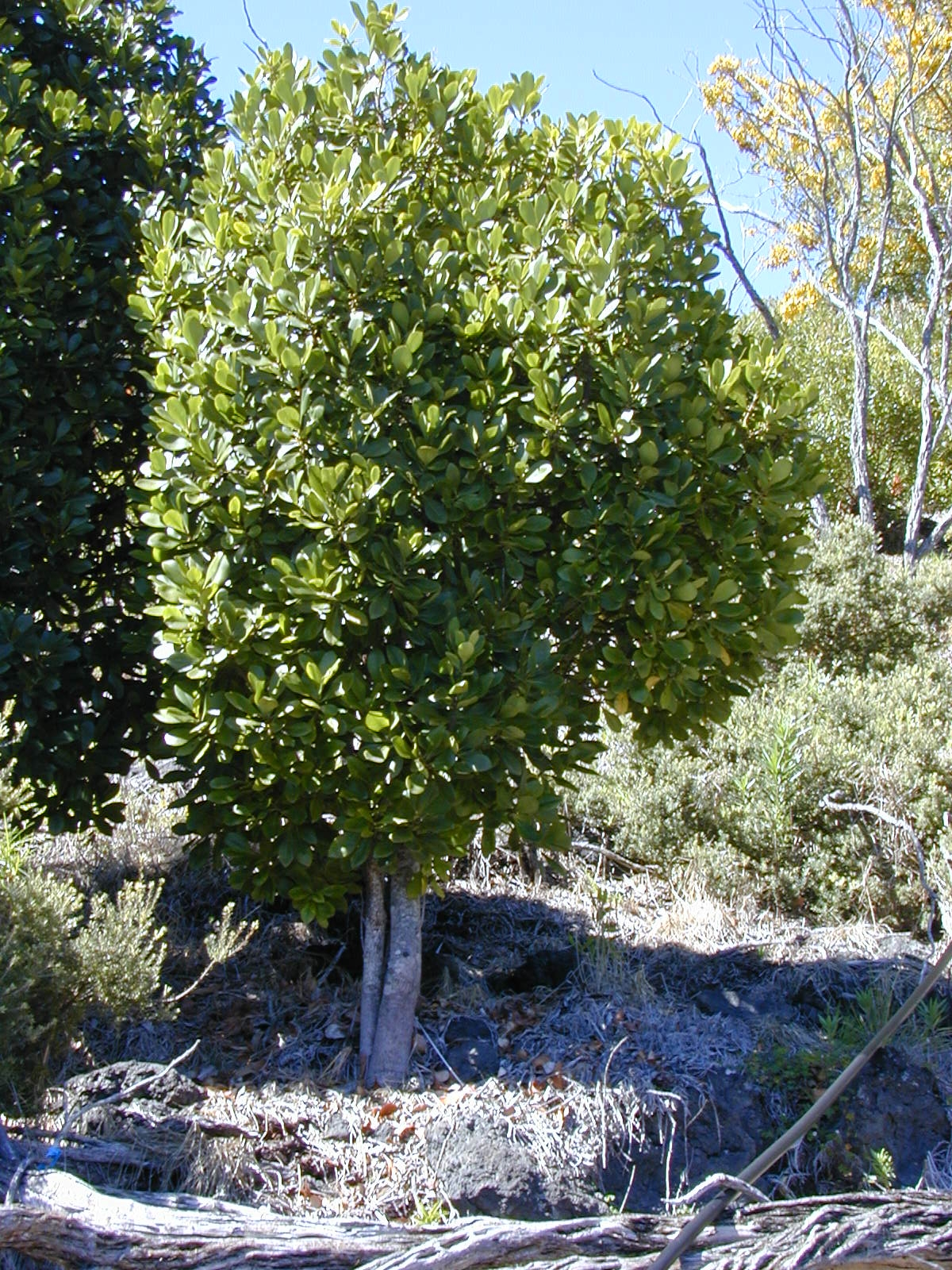
Rapanea lessertiana.

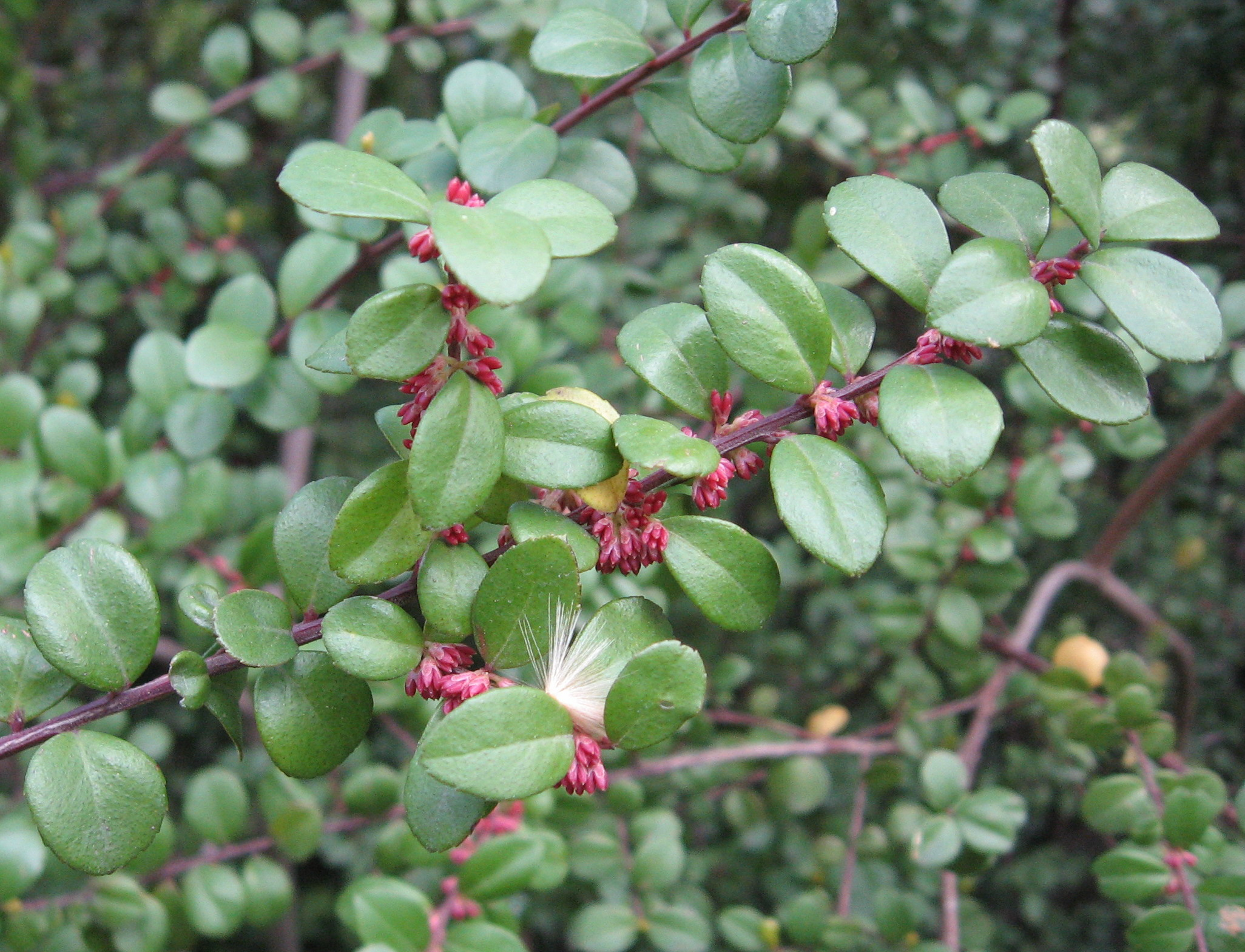
Rapanea africana.

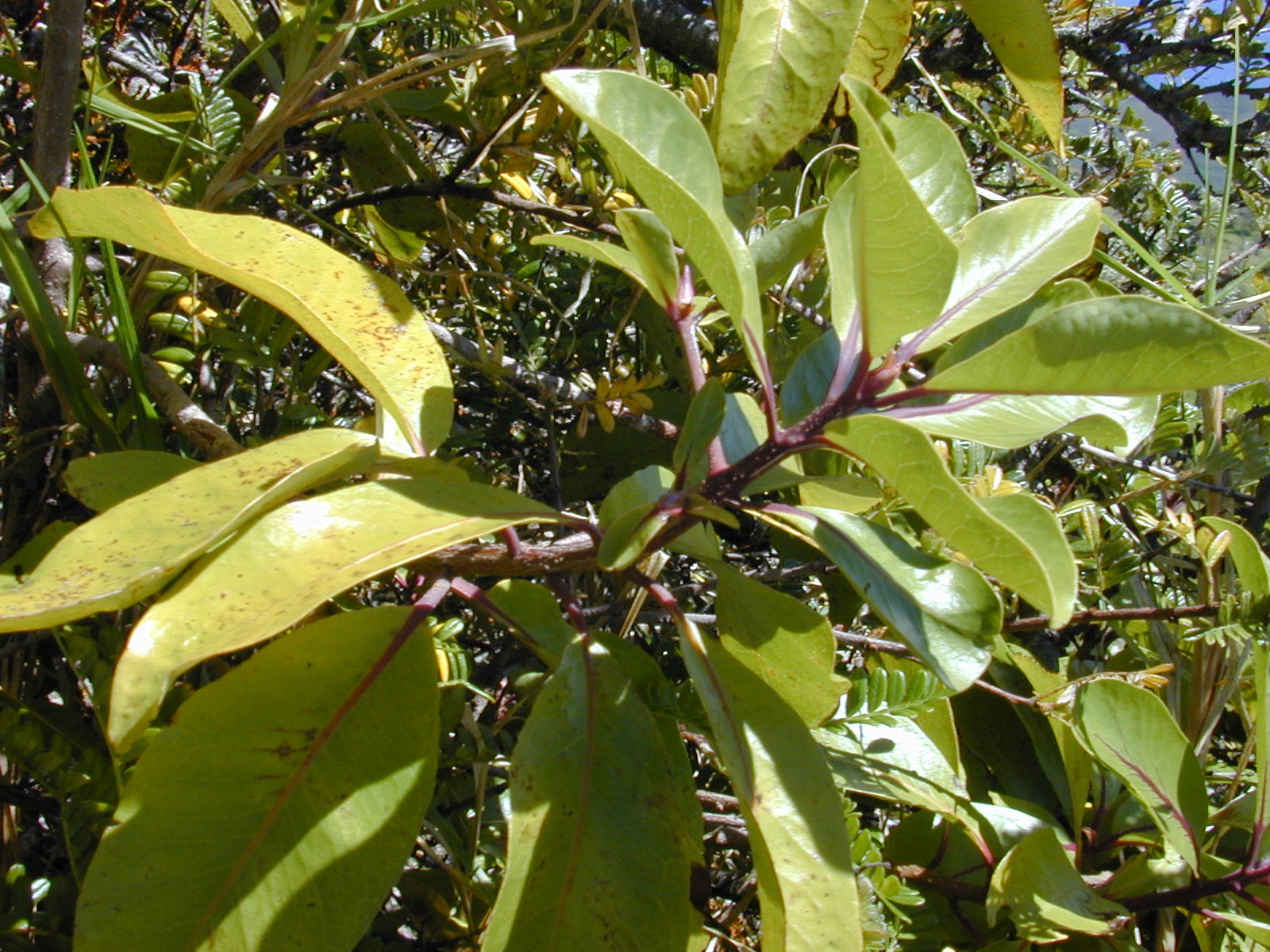
Rapanea lanaiensis.

| - R. achradifolia - R. acrantha - R. acrosticta - R. acuminata - R. acuminatifolia - R. acutiloba - R. affinis - R. allenii - R. alyxifolia - R. ambigua - R. amischocarpa - R. andina - R. angiensis - R. angustifolia - R. apoensis - R. aralioides - R. arfakensis - R. asymmetrica - R. augustae - R. aurea - R. australis - R. avenis - R. balansae - R. benthamiana - R. bequaerti - R. boemiensis - R. boemiensis - R. boivinii - R. borgmannii - R. borneensis - R. brassii - R. brevis - R. buxifolia - R. cacuminum - R. calcarata - R. campanulata - R. capitellata - R. carolinensis - R. ceylanica - R. chartacea - R. chathamica - R. cheesemanii - R. chiapensis - R. cicatricosa - R. ciliata - R. citrifolia - R. clemensiae - R. cochinchinensis - R. coclensis - R. collina - R. communis - R. comorensis - R. congesta - R. cordata - R. coriacea - R. coriifolia - R. costaricensis - R. courboniana - R. coxii - R. crassifolia - R. crassiramea - R. crenata - R. cruciata - R. daphnites - R. daphnoides - R. dasyphylla - R. degeneri - R. densiflora - R. dentata - R. denticulata - R. depauperata - R. dependens - R. dicksonii - R. diminuta - R. divaricata - R. duidae - R. emarginata - R. emarginella - R. erythroxyloides | - R. exigua - R. faberi - R. falcata - R. fasciculata - R. fastigiata - R. fernseei - R. ferruginea - R. forbesii - R. fosbergii - R. fusca - R. gardneriana - R. gilliana - R. gillyi - R. glandulosa - R. glaucorubens - R. glazioviana - R. glomeriflora - R. gomphostigma - R. gracilior - R. grandifolia - R. griffithiana - R. guianensis - R. guilhelmina - R. guyanensis - R. hadrocarpa - R. hartii - R. hasseltii - R. helleri - R. hendersonensis - R. hermogenesii - R. hillebrandii - R. hosakana - R. howittiana - R. inaequalis - R. intermedia - R. involucrata - R. jaliscensis - R. jelskii - R. juddii - R. juergensenii - R. kauaiensis - R. kermadecensis - R. knudsenii - R. koebrensis - R. kokeeensis - R. korthalsii - R. kwangsiensis - R. laccata - R. laetevirens - R. lamiaensis - R. lamii - R. lanaiensis - R. lanceolata - R. lancifolia - R. latifolia - R. lecardii - R. lechleri - R. ledermannii - R. lehmannii - R. lessertiana - R. leucantha - R. leucobrachya - R. leuconeura - R. lifuensis - R. ligustrina - R. linearifolia - R. linearis - R. lineata - R. loefgrenii - R. longifolia - R. longipes - R. lorentziana - R. lucida - R. macrophylla - R. magnoliifolia - R. mandonii - R. manglillo | - R. matensis - R. mauiensis - R. maximowiczii - R. mccomishii - R. megapotamica - R. melanophloeos - R. membranifolia - R. mexicana - R. meziana - R. mezii - R. microcalyx - R. microphylla - R. mindanaensis - R. minima - R. minutifolia - R. modesta - R. montana - R. multibracteata - R. myricifolia - R. myricoides - R. myrtillina - R. myrtoides - R. nadeaudii - R. neriifolia - R. neurophylla - R. nigrescens - R. nitida - R. novocaledonica - R. nummularia - R. nummularia - R. oblonga - R. oblongibacca - R. oblongifolia - R. obovata - R. okabeana - R. oligophylla - R. orohenensis - R. ovalifolia - R. ovalis - R. palauensis - R. pallens - R. panamensis - R. papuana - R. paramensis - R. parvifolia - R. parvula - R. paulensis - R. pearcei - R. pellucida - R. pellucidopunctata - R. pellucidostriata - R. penibukana - R. perakensis - R. peregrina - R. perforata - R. peruviana - R. petiolata - R. philippinensis - R. pinninsularis - R. pittieri - R. platystigma - R. playfairii - R. polyantha - R. porosa - R. porteriana - R. pronyensis - R. pseudocrenata - R. pukooensis - R. pulchra - R. punctata - R. quaternata - R. raiateensis - R. ralstonii - R. rawacensis - R. reflexiflora - R. resinosa - R. reticulata - R. retusa | - R. revoluta - R. rhododendroides - R. rhombata - R. rhomboidalis - R. rhynchophylla - R. rigidula - R. rivularis - R. robusta - R. rockii - R. ronuiensis - R. roraimensis - R. rotundifolia - R. rouxii - R. rubens - R. rufa - R. runssorica - R. salicina - R. salomonensis - R. samoensis - R. sandwicensis - R. saruwagedica - R. savannarum - R. sayersii - R. schlechteri - R. schliebenii - R. schwackeana - R. seleoensis - R. sessiliflora - R. seychellarum - R. simensis - R. sodiroana - R. solomonensis - R. spathulata - R. sprucei - R. squarrosa - R. st.-johnii - R. stenophylla - R. stolonifera - R. striata - R. subpedicellata - R. subsessilis - R. sumatrana - R. sytsmae - R. tahitensis - R. tempampam - R. thomensis - R. thwaitesii - R. torricellensis - R. trinitatis - R. ulugurensis - R. umbellata - R. umbellulata - R. umbratilis - R. umbrosa - R. urceolata - R. urvillei - R. usambarensis - R. vaccinioides - R. variablis - R. velutina - R. venosa - R. veraecrucis - R. verruculosa - R. vescoi - R. vestita - R. vieillardii - R. villicaulis - R. villosissima - R. viridis - R. volcanica - R. walkeriana - R. wapu - R. wawraea - R. weberbaueri - R. wettesteinii - R. wightiana - R. womersleyi - R. yunnanensis |